# Folchart-Psalter

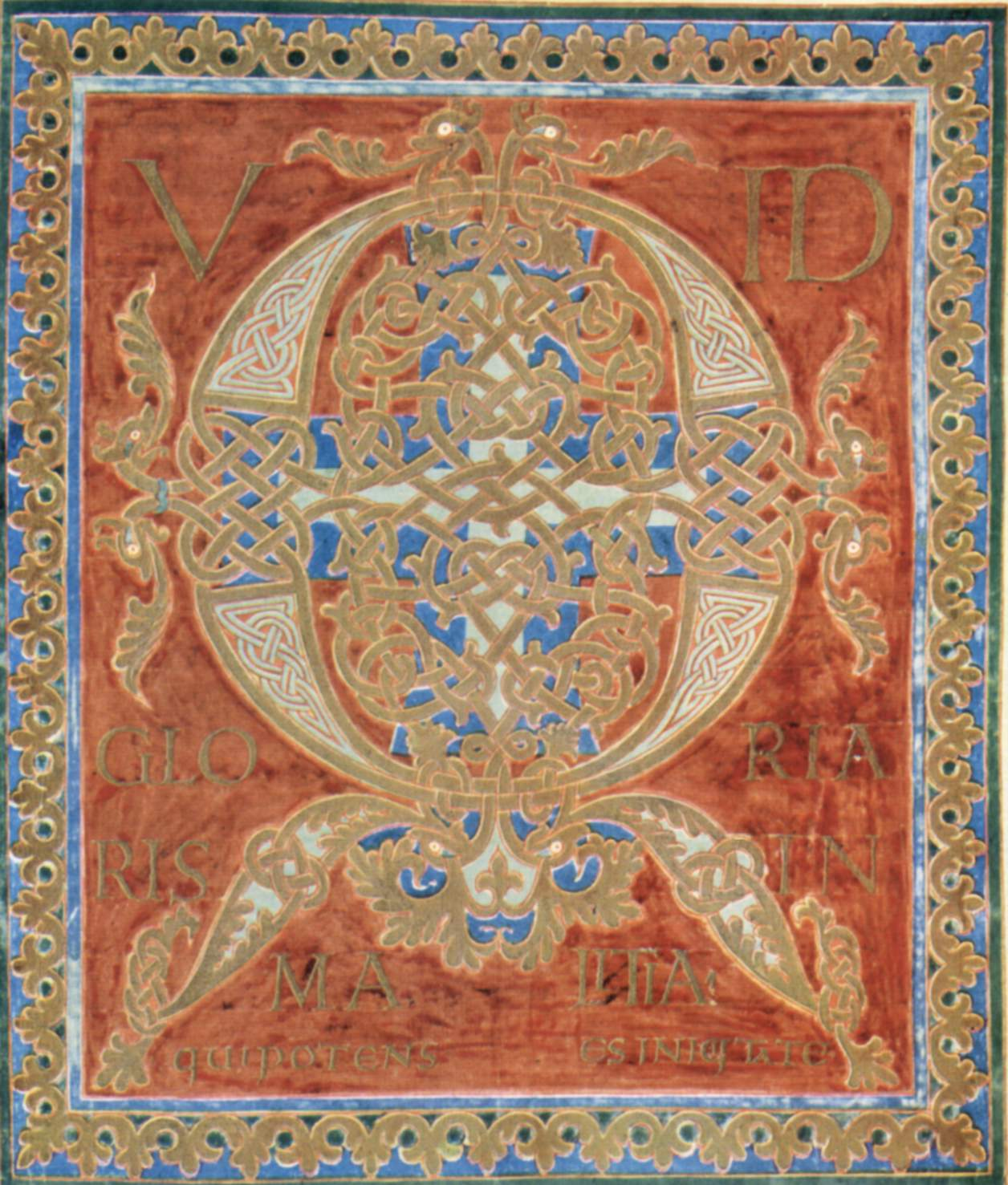
Q-Initiale, Q(uid gloriaris ...), Folchart-Psalter, S. 135.

Der Folchart-Psalter oder auch Folchard-Psalter (St. Gallen, Stiftsbibliothek, Cod. Sang. 23) ist eine karolingische Bilderhandschrift, die zwischen 872 und 883 im Kloster St. Gallen entstand und heute in der Stiftsbibliothek St. Gallen aufbewahrt wird.
Der um 1545 neu gebundene Psalter umfasst 368 Pergamentblätter, der ursprüngliche Bestand setzt mit S. 7 ein, wobei vermutlich die ersten Seiten, zumindest aber das Frontispiz fehlen. Der Codex wurde im Lauf der Geschichte beschnitten, sein heutiges Format beträgt 38 × 29 cm. Der Fließtext ist in schwarzer karolingischer Minuskel verfasst, die Tituli in Uncialis, zeilenweise alternierend mit Gold- und mittlerweile stark oxidierter Silbertinte. Die Versanfänge werden durch abwechselnd goldene und silberne Majuskel hervorgehoben. Die Initialen am Beginn jedes Psalms sind prachtvoll gestaltet, neben den dominierenden Farben Purpur, Gold und Silber finden auch Grün, Blau und Minium Verwendung.
Besondere künstlerische Gestaltung erfuhr die achtseitige Allerheiligenlitanei (S. 7–14), sowie vor allem die vier Doppel-Zierseiten (S. 26/27, 30/31, 134/135 und 236/237). Hierfür orientierte man sich an spätantiken Purpurkodizes, allen voran am Codex purpureus Rossanensis. Da die teuren Purpurmuscheln nicht zur Verfügung standen, wurden die Blätter nicht in Purpur getränkt und somit gefärbt, sondern als Ersatz wurden die Seiten mit einer Pflanzenfarbe bemalt.
Für die die Farbgebung bestimmende Farbsymmetrie werden ebenfalls spätantike Vorbilder, die vermutlich über die Reichenau vermittelt wurden, vermutet. Im Aufbau der einzelnen Zierseiten und im Ornament wurden Lösungen der insularen Buchmalerei sowie der Hofschule Karl des Kahlen rezipiert.
Seinen Namen hat der Psalter von Folchardus, Mönch in St. Gallen, zeitweise Probst im Zürich- und im Thurgau, später Stellvertreter des Abtes, der, so heißt es auf den Seiten 26 und 27, den Codex im Auftrag des Abtes Hartmut vollendet hat. Dadurch ergibt sich auch die Datierung in die Jahre 872 bis 883. Auf Seite 12 findet sich in den Zwickeln der rahmenden Rundbögen auch eine Abbildung der beiden.